# Bolsena Lacus
Il Bolsena Lacus è una formazione geologica della superficie di Titano.
È intitolato al lago di Bolsena, nel Lazio.